# Waterloo & Robinson

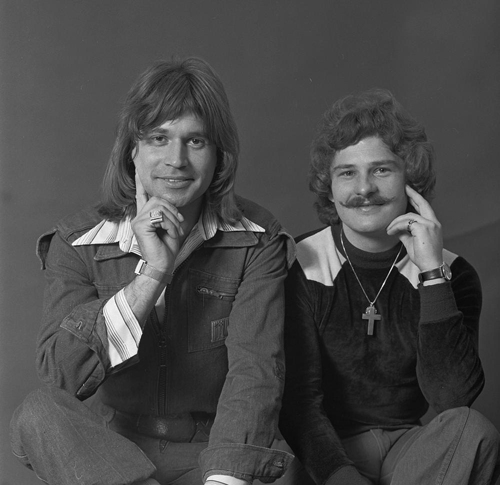
Waterloo & Robinson, 1976

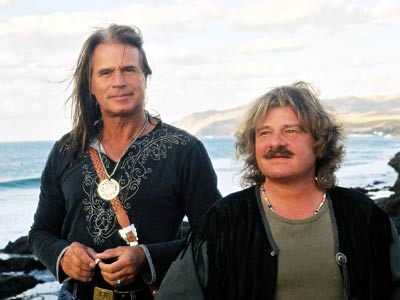
Waterloo & Robinson, 2003

Waterloo & Robinson ist ein österreichisches Pop-Duo bestehend aus Hans Kreuzmayr (Waterloo) und Josef Krassnitzer (Robinson).

## Geschichte
Hans Kreuzmayr und Sepp Krassnitzer lernten sich 1969 kennen, als Kreuzmayr für seine Boutique einen Mitarbeiter für die Auslagengestaltung suchte. Zu diesem Zeitpunkt sangen und spielten beide in lokalen Linzer Bands: Kreuzmayr bei den Melodias, Krassnitzer bei den Roosters. Sie beschlossen, gemeinsam Musik zu machen, wobei sie bei den ersten Auftritten – mangels echten Bandnamens – als Edward Brothers angekündigt wurden.

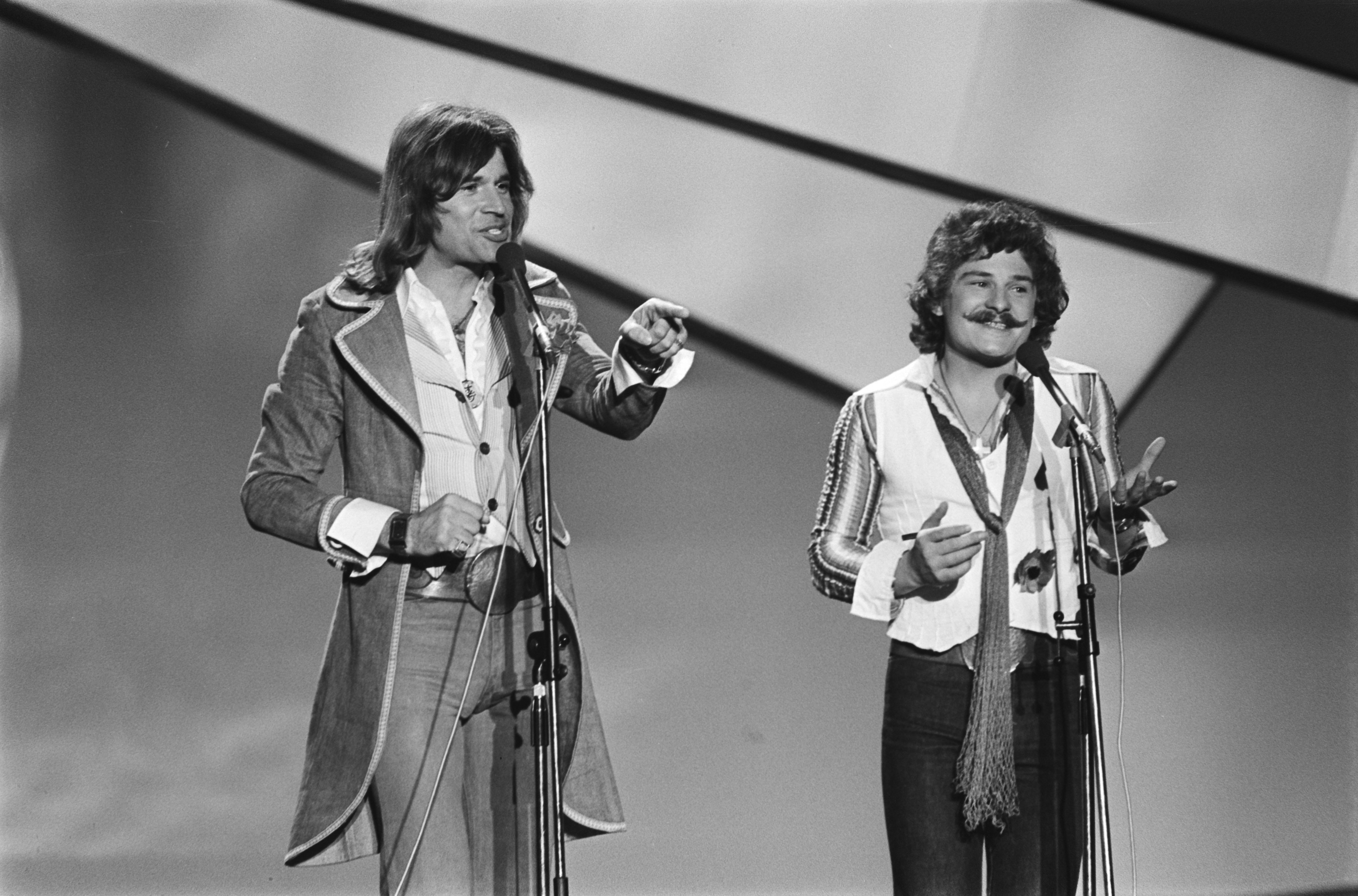
Waterloo & Robinson beim Eurovision Song Contest 1976

1971 belegten sie mit Du kannst sehen (ein Lied über ein blindes Mädchen) den dritten Platz bei den Solo-Künstlern der Show-Chance. Es folgten die Erfolge Lili’s Haus, Baby Blue (der erste Europa-Hit) und der Welthit Hollywood, geschrieben von Christian Kolonovits. Ab Juni 1974 belegten W&R mit Baby Blue und Hollywood bis Ende 1974 abwechselnd die Plätze 1 und 2 der Ö3-Hitparade (damals eine Postkarten-Hitparade). Da kein Ende abzusehen war, schaffte Ö3 mit Beginn 1975 die Hitparade ab und führte sie erst ab 1980 (3. Februar) mit verändertem Reglement wieder ein.
Beim Eurovision Song Contest 1976 erreichten sie für Österreich den 5. Platz mit My Little World. 1978 drehten sie in Kenia den Film Wild Land, zu dem es auch eine LP mit dem Titel Wild, Wild Land gibt.
Mittlerweile verlagerte sich der Erfolg immer mehr nach Deutschland. Als 1979 Do you remember Marianne erschien, blieb das in Österreich relativ unbeachtet, in Deutschland hatten sie in kurzer Zeit Gold erreicht. Sie waren Dauergäste in der ZDF-Hitparade, in Disco und in den großen Abendshows von Peter Frankenfeld, Vico Torriani, Lou van Burg, Hans Rosenthal usw. Die ausbleibenden Erfolge in Österreich führten zu Unstimmigkeiten. 1981 trennte sich das Pop-Duo.
Waterloo schaffte mit Im Land das Ewigkeit heißt schnell wieder den Einstieg – auch in die heimischen Charts. Es folgten, Freiheit, Impossible Dream, Tod eines Traums, So a wunderschönes Leb’n. In Deutschland erhielt er als erster Österreicher eine Auszeichnung als bester deutscher Sänger. Auch von Robinson gab es einige Soloplatten, außerdem wirkte er zu dieser Zeit an vielen Produktionen von Nachwuchskünstlern mit. Aber um ihn war es deutlich ruhiger.
Nach etwa zehn Jahren Trennung gab es Ansätze, es doch wieder gemeinsam zu versuchen. Sie standen 1989 und 1990 zusammen bei einem Konzert auf der Bühne. Beide machten aber auch Soloprojekte weiter: So war zum Beispiel Robinson mit seinem Musikkollegen Donald Duncan auf „Unplugged Tour“; Waterloo bekam die Gelegenheit, einige Zeit in einem Indianerreservat in Nordamerika zu verbringen, was seine weitere Musik stark beeinflusste. Es folgten seine „indianischen“ Alben Tales of the Sun, Moon and Stars, Apaches’ Land und Indio. Zum Zeitpunkt des Erscheinens von Indio verkörperte er gerade bei den Karl-May-Festspielen in Winzendorf den Winnetou. Dort lernte er auch seine jetzige Frau Andrea kennen.
Bei den Konzerten von Waterloo & Robinson wechselten sich nun indianisch geprägte Songs mit den Hits aus den 1970er Jahren, aber auch neuem Material ab. 2002 brachten die beiden die Maxi Na Naa, Nanana – Live Is Life (Cover des Opus-Hits) heraus, und landeten damit für sieben Wochen in den österreichischen Charts, gleich nach Veröffentlichung als Smash-Hit der Woche. 2004 erreichten sie bei der österreichischen Vorausscheidung zum Eurovision Song Contest mit You Can Change the World den zweiten Platz.
2005 erschien zu Waterloos 60. Geburtstag seine Solo-CD Im Atemzug der Zeit, 2006 veröffentlichte er ebenfalls solo eine Weihnachts-CD. Auch Robinson stand zu dieser Zeit mit Soloprojekten im Studio. Zu dieser Zeit waren Waterloo & Robinson noch gemeinsam auf Tour.
Mitte 2007 beschlossen sie, sich auch live nur noch auf ihre Soloprojekte zu konzentrieren.
2015 vereinten sich die beiden wieder, jedoch nur auf Zeit und für einige Spezial- und Fernsehauftritte im Rahmen des in Wien ausgetragenen Eurovision Song Contest. 

## Diskografie

### Alben
- 1974: Sing My Song
- 1975: Please Love Me
- 1975: Unsere Lieder
- 1976: Songs
- 1976: Clap Your Hands
- 1976: The Best of Waterloo & Robinson 1971: 1976 (Doppelalbum)
- 1977: Hollywood: The Best of Waterloo & Robinson (nur in Deutschland)
- 1977: Successen (nur in Niederlande)
- 1977: Beautiful Time
- 1977: The Original
- 1978: Wild, Wild Land
- 1980: Brand New Start
- 1980: Ich denke oft an …
- 1981: Spiegelbilder
- 1982: Unsere schönsten Lieder
- 1982: Ihre 16 größten Erfolge
- 1988: Poptakes
- 1992: Weihnachten mit Waterloo & Robinson
- 1994: Powertime
- 1995: Private Collection
- 1998: Master Series
- 1999: Hollywood 2000
- 2002: Marianne
- 2013: The Best of Waterloo & Robinson (Krone-Edition Austropop)

### Singles
- 1971: Du kannst sehen
- 1972: Sag’, woher wehst du Wind
- 1972: Lili’s Haus
- 1973: Mamy & Dad
- 1973: Sailor
- 1973: Waterloo & Robinson Song
- 1974: Baby Blue
- 1974: Hollywood
- 1974: Das war Hollywood von gestern
- 1974: Midnight Movie (nur in Großbritannien)
- 1975: Old Times Again
- 1975: Straßen der Nacht
- 1975: Walk Away
- 1975: Geh zu ihr
- 1976: My Little World
- 1976: Meine kleine Welt
- 1976: Danke schön!
- 1976: Sunday 16
- 1976: My, My, My
- 1976: Du bist frei
- 1977: Hide Away
- 1977: Stille Nacht
- 1977: Cadillac Cafe
- 1977: Weihnachten mit Waterloo & Robinson
- 1978: Unser kleines Team
- 1978: Im Garten Eden
- 1978: Himmel, Donner, Arm und Zwirn
- 1978: Chocolata
- 1978: Do You Remember Marianne
- 1979: Ich denk’ noch oft an Marianne
- 1979: Sally, They’re Selling the Army
- 1980: Du, die verkaufen die Army
- 1980: Eleonora
- 1981: Frühstück in Berlin
- 1992: Barcelona
- 1996: Crema
- 1997: Write On
- 1998: Willkommen Österreich
- 2000: 2gether We r Strong (Waterloo & Robinson feat. Panah)
- 2000: In der schönen Weihnachtszeit (Waterloo & Robinson & Kindergarten Walding)
- 2002: Na Naa.Nanana Live Is life
- 2003: Marilyn
- 2004: You Can Change the World